# 원주시의 시내버스
원주시의 시내버스는 강원특별자치도 원주시를 중심으로 운행하는 대중교통 수단으로, 운수 업체로는 동신운수, 태창운수, 대도여객이 있다. 관설동과 장양리에 각각 차고지와 공영정류장이 있어, 이 두 곳을 주요 거점지역으로 하여 운행하고 있다.

## 요금 체계
| 종류 | 나이                    | 현금 (원) | 카드 (원) | 관설동 ~ 횡성 | 관설동 ~ 양동 | 장양리 ~ 운학 | 장양리~ 주천 | 부름버스 |
| ---- | ----------------------- | --------- | --------- | ------------- | ------------- | ------------- | ------------ | -------- |
| 일반 | 어른 (만 19세 이상)     | 1,700     | 1,600     | 2,620         | 2,930         | 3,030         | 2,440        | 900      |
| 일반 | 청소년 (만 13세 ~ 18세) | 1,360     | 1,260     | 2,100         | 2,340         | 2,420         | 1,950        | 700      |
| 일반 | 어린이 (만 7세 ~ 12세)  | 850       | 850       | 1,310         | 1,460         | 1,520         | 1,220        | 500      |

- 시계외로 나갈 경우, 원주시 경계부터 1km당 107.84원이 추가된다.
- 하차 후 1시간 이내에 다른 노선 버스를 탈 경우 무료 환승이 가능하다.
- 요금은 원주, 횡성 모두 동일하다.
- 교통카드: 티머니, 캐시비, 레일플러스, 한페이 후불:국민카드, 비씨카드, 신한카드, 하나카드, 삼성카드, 농협카드, 롯데카드, 현대카드

## 원주시 차적의 버스 노선

### 도시형버스
| 노선  | 운행사    | 운행구간     | 운행구간 | 운행구간                          | 경유지 | 배차 간격 (분)          | 비고                                            |
| ----- | --------- | ------------ | -------- | --------------------------------- | --- | ----------------------- | ----------------------------------------------- |
| 2     | 동신      | 관설동종점   | ↔        | 삼일광장                          | 학마을, 영서고, 단구초등학교, 원주중학교, 원주고등학교, 중앙시장, 옛 원주역, 단계사거리, 북원중, 장양초, (둔둔리), 원주공항, 횡성여고, 횡성터미널 | 15~35 (주말: 35~85)     |                                                 |
| 2     | 동신      | 미래고등학교 | ↔        | 영서고등학교                      | 행구수변공원, 남부시장, 중앙시장, 옛 원주역, 단계사거리, 북원중, 장양초, 둔둔리, 원주공항, 횡성여고, 횡성터미널, 삼일광장, 원주고, 단구사거리, 관설초 | ―                       | 하교 노선 (학기 중 평일 1회)                    |
| 2-1   | 동신      | 관설동종점   | ↔        | 삼일광장                          | KT남원주지사, 종합운동장.치악체육관, 시외.고속버스터미널, 봉학로사거리, 단계사거리, 북원중, 장양초, 둔둔리, 원주공항, 횡성여고, 횡성터미널 | 25~27 (주말: 36~50)     |                                                 |
| 3     | 동신·대도 | 장양리차고지 | ↔        | 장양리차고지                      | 상지대, 우산철교(폴리텍대학), 시외.고속버스터미널, 옛 원주역, 중앙시장, KBS방송국, 국립공원연구원입구, 현충탑 | 25~60 (주말: 40~75)     |                                                 |
| 3-1   | 동신·대도 | 장양리차고지 | ↔        | 장양리차고지                      | 상지대, 우산철교(폴리텍대학), 시외.고속버스터미널, 옛 원주역, 중앙시장, KBS방송국, 국립공원연구원입구, 태장초 | 150~160                 |                                                 |
| 4     | 동신·대도 | 장양리차고지 | ↔        | 장양리차고지                      | 현충탑, 강원감영, 금불사거리 | 25~50 (주말: 40~85)     | 3번 역순                                        |
| 4-1   | 동신·대도 | 장양리차고지 | ↔        | 장양리차고지                      | 상지여중, 중앙시장, 태장삼거리 | 160                     | 3-1번 역순                                      |
| 5-2   | 동신      | 관설동종점   | ↔        | 한라대학교                        | 건강보험심사평가원, 원주여고, 남부시장, 시외.고속버스터미널, 원주역, 육민관고 | 150~170                 | 한라대학교 교내 진입                            |
| 6     | 동신      | 관설동종점   | ↔        | 태장주공1단지                     | 단구초, 원주여중, 남부시장, 원주시청, 시외.고속버스터미널, 중앙시장 | 20~130 (주말: 90~240)   |                                                 |
| 6     | 동신      | 미래고등학교 | ↔        | 영서고등학교                      | 한국관광공사, 국민건강보험공단, 남부시장, 원주시청, 시외.고속버스터미널, 중앙시장 | ―                       | 하교 노선 (학기 중 평일 1회)                    |
| 7     | 동신      | 관설동종점   | ↔        | 태장주공1단지                     | 국민건강보험공단, 장애인.노인종합복지관, 원주시청, 강원감영, (진광중학교진광고등학교) | 120~130 (주말: 120~240) |                                                 |
| 7     | 동신      | 미래고등학교 | ↔        | 태장주공1단지                     | 봉대초, 한국관광공사, 국민건강보험공단 | ―                       | 하교 노선 (학기 중 평일 1회)                    |
| 8     | 태창      | 관설동종점   | ↔        | 성문사입구 국형사                 | 청솔68차아파트청솔5차아파트치악고근린공원청솔4차성일아파트한신2차한신1차단구2차, 원주시시설관리공단 청구아파트청구아파트2단지청구1단지아파트동보렉스9차새골 법원,무실주공8차아파트 베스파타운, 무실주공아파트, 무실초교, 원주시청 코오롱아파트정문시외고속버스터미널옛합동청사, 서원주유소, 국제아파트 학성중학교정문 YWCA 지하상가사거리 원일로 중앙시장 강원감영 KBS 방송국 원일로 남부시장 덕산아파트 상지여중 봉산삼익, 동신아파트 너르네사거리, 반곡중학교, 배울마을, 행구수변공원, 덕현길입구 신월랑 원주공고 성문사 입구 국형사이후역순 | 50~210(주말: 90~110)    | ― 노선개편                                      |
| 10    | 태창      | 관설동종점   | ↔        | 한라비발디                        | 근린공원,청솔4차아파트 성일아파트. 남원주초교 남원주중학교입구동보노빌 리티정문 청구아파트1단지, 청구아파트2단지, 명륜2동주민센터, 행운아파트앞, 도영쇼핑, 원주의료원, 젊음의광장사거리, 개운현대아파트, 서원주유소, 금불사거리, 단계삼익아파트, 단계현진아파트, 단계현대아파트, 단계이안아파트 | 140~160                 | ― 노선개편                                      |
| 13    | 대도      | 장양리차고지 | ↔        | 성문사입구                        | 강원정비기술학원, 건강보험심사평가원, (미리내사거리), (원주여고), 미래고 | 22~30                   |                                                 |
| 16    | 대도      | 장양리차고지 | ↔        | 장양리차고지                      | 소초농협, 박경리 문학공원, 유만동, 미래삼거리, 원주여고, 중앙시장 | 12-85                   | ―                                               |
| 16-1  | 동신·대도 | 장양리차고지 | ↔        | 장양리차고지                      | 소초농협, 강원정비기술학원, 원주역사박물관, 태장삼거리 | 20                      |                                                 |
| 18    | 태창      | 관설동종점   | ↔        | 한라대학교                        | 봉대초, 통일사거리, 대성고, 합포원 | 15~135 (주말: 140~160)  | 한라대학교 교내 진입                            |
| 19    | 태창      | 관설동종점   | ↔        | 한라대학교                        | 판부농협, 원주중, 지하상가사거리, 원주종합버스터미널, 롯데시네마, 이마트, 원주역 | 25~85 (주말: 130~170)   | 한라대학교 교내 진입                            |
| 21    | 동신·대도 | 장양리차고지 | ↔        | 학산리                            | 소초농협, 중앙시장, 옛 원주역, 영서고, 치악산휴양림, 신림면사무소 | ―                       | 매일 12회                                       |
| 22    | 동신·대도 | 장양리차고지 | ↔        | 석동종점                          | 소초농협, 현대자동차(상공회의소), 원주고, 금대리, 신림삼거리 | 105-205                 |                                                 |
| 23    | 동신·대도 | 장양리차고지 | ↔        | 성남종점                          | 소초농협, 현대자동차(상공회의소), 원주고, 금대리, 신림삼거리, 윗버등 | 130-230                 |                                                 |
| 24    | 동신·대도 | 장양리차고지 | ↔        | 운학3리                           | 소초농협, 옛 원주역, 노인종합복지관, 금대1리, 신림삼거리 | 245 (주말: 275)         |                                                 |
| 25    | 동신·대도 | 장양리차고지 | ↔        | 주천터미널                        | 소초농협, 단구동주민센터, 관설동종점, 치악산휴양림, 신림삼거리, 주천약국 | 300                     |                                                 |
| 30    | 동신·대도 | 장양리차고지 | ↔        | 연세대학교(미래)                  | 소초농협, 우산초, 원주역, 흥업사거리 | 35~70 (주말: 70)        | 상지대학교 교내 진입 연세대학교(미래) 교내 진입 |
| 31    | 동신·대도 | 장양리차고지 | ↔        | 외촌, 용암2리, 화당삼거리, 단강리 | 소초농협, 국립강릉원주대학교, 연세대학교(미래), 귀래면사무소, (단강), (다리골), (능유마을), (외촌) | ―                       | 매일 22회                                       |
| 32    | 동신·대도 | 장양리차고지 | ↔        | 용수골                            | 소초농협, 태장2동, KBS방송국, 외동막 | ―                       | 매일 7회                                        |
| 34    | 동신·대도 | 장양리차고지 | ↔        | 연세대학교(미래)                  | 소초농협, 북원교, 국립강릉원주대학교, 육민관중.육민관고 | 10~65 (주말: 10~70)     | 연세대학교(미래) 교내 진입                      |
| 34-1  | 동신·대도 | 장양리차고지 | ↔        | 회촌                              | 현대자동차(상공회의소), 시외.고속버스터미널, 남부시장, 국립강릉원주대학교, 연세대학교(미래) | 25 (주말: 30)           | 연세대학교(미래) 교내 진입                      |
| 41    | 동신      | 관설동종점   | ↔        | 구룡사                            | 당둔지승강장, 중앙동주민센터, 돌모루, 골말, 원고개, 국립공원사무소 | 50~65 (주말: 60~180)    |                                                 |
| 41-2  | 동신      | 관설동종점   | ↔        | 구룡사                            | 당둔지승강장, 원증거리, 대동, 치악산드림랜드 | (주말: 175~180)         | 공휴일 한정                                     |
| 50    | 대도      | 장양리차고지 | ↔        | 문막공단(관리사무소)              | 장양리, 상지대학교, 단계은행아파트, 원주시청 만종교차로, 만종역, 문막주공아파트, 문막공단 | 20~115                  | 11월5일운행                                     |
| 51    | 동신      | 관설동종점   | ↔        | 문막2리                           | 당둔지승강장, 풍물시장, 원주세무서 시외.고속버스터미널, 보통동, 영서고 | ―                       | 매일 2회                                        |
| 51    | 동신      | 미래고등학교 | ↔        | 문막2리                           | 행구수변공원, 성지병원, 요동, 동화골, 건등리 만종역, 원주의료고, 영서고 | ―                       | 하교 노선 (학기 중 평일 1회)                    |
| 51-1  | 동신      | 관설동종점   | ↔        | 경동대학교, 문막2리               | 당둔지승강장, 중앙동주민센터, 옛원주역, 원주세무서, 원주종합버스터미널, 만종역, 문막소방서 | ―                       | 경동대학교 교내 진입 평일 18회(주말: 8~13회)    |
| 52    | 태창      | 관설동종점   | ↔        | 레일파크                          | 당둔지승강장, 중앙동주민센터, 요동, 서원주역, 지정면사무소, 영서고 | ―                       | 매일 11회                                       |
| 52-1  | 태창      | 관설동종점   | ↔        | 기업사거리                        | 당둔지승강장, 단구중, 학성중, 상무곡, 영서고 | ―                       | 매일 15~25회                                    |
| 55    | 태창      | 관설동종점   | ↔        | 부론면사무소                      | 당둔지승강장, 법웅사, 만종초, 동화골, 문막읍사무소, 경동대학교, 포진2리, 영서고 | ―                       | 매일 8~12회                                     |
| 55-1  | 태창      | 관설동종점   | ↔        | 부론면사무소                      | 당둔지승강장, 남부시장, 원주세무서, , 영서고 | ―                       | 매일 3회                                        |
| 56    | 태창      | 관설동종점   | ↔        | 윌송3리                           | 당둔지승강장, 법웅사, 만종초, 포진2리, 오리올, 도시랭이 월송기도원 | ―                       | 매일 2~3회                                      |
| 57    | 태창      | 관설동종점   | ↔        | 상구현                            | 당둔지승강장, 원주의료원, 법웅사, 만종초, 오크벨리자갑동, 정감, 늑동골,서원주역 영서고 | ―                       | 매일 2~3회                                      |
| 58    | 태창      | 관설동종점   | ↔        | 양동역                            | 당둔지승강장, 남부시장, 역전삼거리, 지정면사무소, 서원주역, 영서고 | 515                     |                                                 |
| 59    | 동신      | 관설동종점   | ↔        | 경동대학교                        | 당둔지승강장, 단구중, 시외.고속버스터미널 | 30~65                   | 경동대학교 교내 진입                            |
| 81    | 동신·대도 | 장양리차고지 | ↔        | 미래고등학교                      | 소초농협, 북원중, 현대자동차(상공회의소), 지하상가, 진등, 신월랑 | ―                       | 매일 1회                                        |
| 82    | 동신·대도 | 장양리차고지 | ↔        | 하초구                            | 소초농협, KGC인삼공사원주공장, 장양초, 북원중, 옛 원주역, 원주초, 원주여고 | ―                       | 매일 7회                                        |
| 90    | 동신·대도 | 장양리차고지 | ↔        | 한라대학교                        | 소초농협, 옛 원주역, 로아노크사거리, 행가리, 원주시청, 롯데시네마, 이마트 원주역 자감교(한라대입구), (흥업사거리) | 40~45                   | 한라대학교 교내 진입                            |
| 100   | 동신      | 관설동종점   | ↔        | 기업사거리                        | 건강보험심사평가원, 원주여고, 치악예술관, 만종역, 영서고 | ―                       | 매일 5회                                        |
| 100-2 | 동신·대도 | 중흥2단지    | ↔        | 기업사거리                        | 풍물시장, 두진하트리움 시외.고속버스터미널, 만종교차로, 반도유보라 대한적십자사 | 30~135 (주말: 30~180)   |                                                 |
| 111   | 동신      | 중흥2단지    | ↔        | 롯데캐슬2차                       | 건강보험심사평가원, 원주여고, 원주역 | 30~80                   | 급행                                            |

### 통학버스
| 노선   | 운행사 | 운행구간       | 운행구간 | 운행구간       | 경유지                                                     | 배차 간격 (분) | 비고     |
| ------ | ------ | -------------- | -------- | -------------- | ---------------------------------------------------------- | -------------- | -------- |
| 통학1  | 태창   | 태장주공1단지  | ↔        | 치악고등학교   | 행복한마트, 태장현대아파트입구, 반곡아이파크정문           | ―              | 매일 1회 |
| 통학3  | 태창   | 단계은행아파트 | ↔        | 미래고등학교   | 박건호공원, 평원중, 남부시장, 상지여중, 원주여고           | ―              | 매일 1회 |
| 통학6  | 동신   | 개인택시조합   | ↔        | 육민관고등학교 | 태봉초, 현대자동차(상공회의소), 박건호공원, 대성고         | ―              | 매일 1회 |
| 통학8  | 태창   | 건영아파트     | ↔        | 육민관고등학교 | 반곡아이파크정문, 근린공원, 오성마을, 대성고               | ―              | 매일 1회 |
| 통학11 | 태창   | 무실e편한세상  | ↔        | 원주보훈요양원 | 한지테마공원, 평원중, 치악체육관, 원주고, 치악고, 원주여고 | ―              | 매일 1회 |
| 통학12 | 동신   | 중흥2단지      | ↔        | 우산초등학교   | 미래삼거리, 봉대초, 원주여고, 원주고                       | ―              | 매일 1회 |

### 마을버스
2019년부터 원주시에서 공영제로 도입한 사실상 원주시의 마을버스 성격인 누리버스 노선을 기술한다. 원주시시설관리공단에서 위탁하여 운행한다.
| 노선           | 운행사 | 운행구간           | 운행구간 | 운행구간       | 경유지                                                                               | 배차 간격 (분) | 비고                     |
| -------------- | ------ | ------------------ | -------- | -------------- | ------------------------------------------------------------------------------------ | -------------- | ------------------------ |
| 누리버스1      | 원주시 | 문막읍행정복지센터 | ↔        | 대둔리마을회관 | 문막중.문막고, 문막소방서                                                            | ―              | 매일 4~5회               |
| 누리버스2      | 원주시 | 문막읍행정복지센터 | ↔        | 밤산골정류장   | 문막중.문막고, 문막소방서, 취병리, 문막노인복지센터                                  | 115            |                          |
| 누리버스3      | 원주시 | 문막소방서         | ↔        | 문막소방서     | 문막성당, 등안리, 문막읍행정복지센터, 원평마을                                       | 120~295        |                          |
| 누리버스5      | 원주시 | 대둔리마을회관     | ↔        | 레일파크       | 벌무내기, 문막공단, 문막소방서, 문막읍행정복지센터, 동화골삼거리, 노루고개, 서원주역 | ―              | 매일 3회                 |
| 누리버스6      | 원주시 | 문막읍행정복지센터 | ↔        | 귀래3리        | 문막시장, 문막중.문막고, 문막소방서, 포진2리, 비두초, 비두2리, 굴바위                | ―              | 매일 11회                |
| 누리버스7      | 원주시 | 문막읍행정복지센터 | ↔        | 문막성당       | 문막시장, 대둔리, 벌무내기, 밤산골정류장                                             | ―              | 매일 6회                 |
| 누리버스8      | 원주시 | 흥업면사무소       | ↔        | 사제리         | 육민관중.육민관고, 한라대학교, 복거부락, 덕고개, 흥업사거리                          | ―              | 매일 6회                 |
| 누리버스8      | 원주시 | 흥업면사무소       | ↔        | 대안리         | 한라대학교, 해삼터, 술산리, 흥업사거리                                               | ―              | 매일 7회                 |
| 누리버스13     | 원주시 | 평원로중앙시장     | ↔        | 섭재마을회관   | 국립과학수사연구원, 삼보골마을회관, 풍물시장                                         | 130~200        |                          |
| 누리버스14     | 원주시 | 평원로중앙시장     | ↔        | 안국선원       | 삼광택지, 웃화실, 풍물시장                                                           | ―              | 1일 5회                  |
| 누리버스15     | 원주시 | 태장2동            | ↔        | 태장2동        | 하촌, 상촌, 태장농공단지, 뉴스테이아파트                                             | ―              | 1일 4회                  |
| 누리버스16     | 원주시 | 안흥한의원         | ↔        | 하초구         | 송문안, 직산교, 태장2동                                                              | ―              | 1일 2회                  |
| 누리버스17     | 원주시 | 태장2동            | ↔        | 동막종점       | 가현종점, 문화마을, 대덕리입구, 광격리입구, 송이골앞                                 | ―              | 1일 8회                  |
| 누리버스19     | 원주시 | 태장2동            | ↔        | 기업사거리     | 가현종점, 문화마을, 장포, 무장1리                                                    | ―              | 1일 2회                  |
| 누리버스20     | 원주시 | 부론               | ↔        | 사기막         | 산수동, 서작, 정산교, 거돈사지, 정산2리, 작실마을회관, 조귀농, 동막골                | ―              | 1일 3회                  |
| 누리버스21     | 원주시 | 부론               | ↔        | 귀래면         | 산수동, 재넘이, 중간말, 정산2리, 웃작실, 부딴골, 하부론동, 은포마을                  | ―              | 1일 1회                  |
| 누리버스28     | 원주시 | 평원로중앙시장     | ↔        | 상용곡종점     | 가현종점, 웃골, 호매곡종점, 문화마을, 장포, 매호마을, 용곡리마을회관                 | ―              | 1일 2회                  |
| 누리버스29     | 원주시 | 평원로중앙시장     | ↔        | 기업사거리     | 가현종점, 문화마을, 장포, 무장1리                                                    | ―              | 1일 1회                  |
| 누리버스(조조) | 원주시 | 태장주공4단지      | ↔        | 태장농공단지   | 상록아파트, 태장현대아파트, 시외.고속버스터미널, 우산119안전센터, 태장삼거리         | ―              | 1일 1회 아침 시간대 한정 |